# Irabatha interrupta
Irabatha interrupta är en stekelart som först beskrevs av Szepligeti 1916.  Irabatha interrupta ingår i släktet Irabatha och familjen brokparasitsteklar. Inga underarter finns listade i Catalogue of Life.